# Râul Someș
Someșul (maghiară: Szamos, germană: Somesch sau Samosch, latină: Samus) este al cincilea râu ca marime și debit din România. Are o lungime de peste 465 km, dintre care 376 km sunt pe teritoriul României. 
Bazinul hidrografic se formează prin unirea pe teritoriul comunei Mica, la circa 4 km în amonte de municipiul Dej, a râului Someșul Mare cu Someșul Mic. Someșul Mic (format prin confluența Someșului Rece cu Someșul Cald) are izvorul în Munții Apuseni, iar Someșul Mare izvorăște din Munții Rodnei. Se varsă în Tisa, pe teritoriul Ungariei. 
Râul Someș drenează un bazin hidrografic de 15.740 km², cuprinzând 403 cursuri de apă cu o lungime totală de 5.528 km, adică 7% din lungimea totală pe țară. Afluenții cu aport hidrologic semnificativ sunt: Șieu, Someșul Mic, Almaș, Lăpuș.
Pentru prevenirea inundațiilor, râul Someș este îndiguit în cursul inferior. În primăvara anului 1970, din cauza ploilor abundente, râul Someș a inundat o parte a municipiului Satu Mare și câmpia înconjurătoare. Debitul Someșului a depășit atunci 3.300 m³/s față de media multianuală de 120 m³/s.

## Rețeaua hidrografică a râului Someș

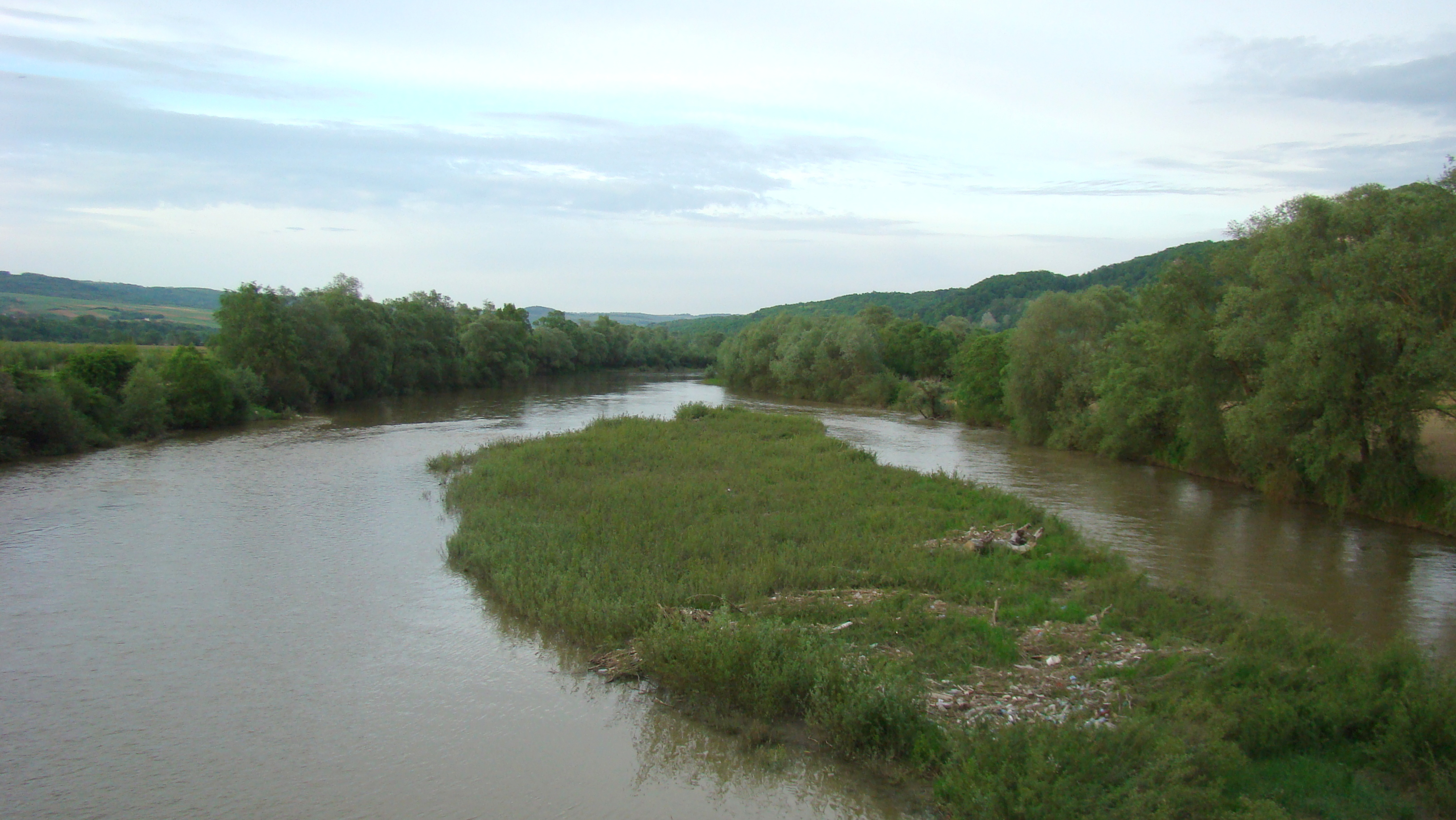
Someșul în dreptul localității Letca, Sălaj

Bazinul hidrografic Someș dispune de resurse de apă relativ mici, distribuite neuniform în timp și spațiu, dar suficiente pentru a asigura necesarul de apă zilnic al celor peste 1,9 milioane locuitori din zonă. Sursele de apă din bazinul hidrografic someșan sunt supraterane și subterane. Cele subterane sunt reprezentate de apele freatice și de adâncime, iar cele supraterane sunt reprezentate de râuri și acumulări (lacuri, baraje etc.).
Resursele de apă teoretice totale din bazin sunt de circa 4.348 milioane m³ (din care 4.012 milioane m³ provin din apele de suprafață și 336 milioane m³ din apele subterane), însă doar 21,7% sunt tehnic utilizabile (945 milioane m³ , din care 715 milioane m³ provin din râuri și lacuri de acumulare și 230 milioane m³ din apele subterane).
Râul Someș are două izvoare: în Carpații Orientali (Someșul Mare, care izvorăște din Munții Rodnei și curge spre sud-vest) și în Carpații Occidentali (Someșul Mic, care izvorăște din Munții Apuseni împreună cu afluenții Someșul Cald și Someșul Rece și curge spre nord-est).
Someșul urmează un curs în zigzag în direcție nord-vest, străbătând Câmpia Someșului și primind câțiva afluenți mici și câteva pâraie. Rețeaua hidrografică a râului Someș include un număr de 403 cursuri de apă codificate, cu o lungime totală de 5528 km (reprezentând 7 % din lungimea totală a râurilor interioare).

## Hărți
- Harta județului Cluj
- Harta interactivă a județului Sălaj  Arhivat în 5 septembrie 2009, la Wayback Machine.
- Harta județului Maramureș